# Итиномия (княжество)
Княжество Итиномия (яп. 一宮藩 Итиномия-хан) — феодальное княжество (хан) в Японии периода Эдо (1826—1871). Итиномия-хан располагался в провинции Кадзуса (современная префектура Тиба) на острове Хонсю.

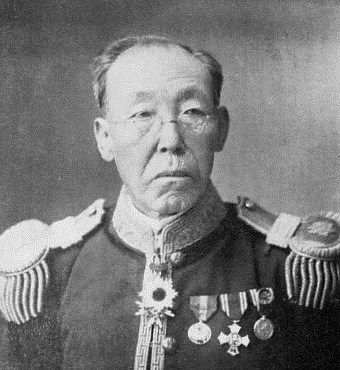
Кано Хисаёси (1848—1919), последний даймё Итиномия-хана (1867—1871)

Административный центр хана: Итиномия jin’ya в провинции Кадзуса (современный посёлок Итиномия, префектура Тиба).

## История
Замок Итиномия был построен кланом Сатоми, который владел большей частью полуострова Босо в период Сэнгоку. Сатоми построили замок для защиты своих северных владений в восточной части провинции Кадзуса. После взятия замка Одавара в 1590 году регион Канто был передан во владение Токугава Иэясу, который уменьшил владения рода Сатоми из-за их поддержки клана Го-Ходзё. Токугава Иэясу назначил своего вассала и военачальника, Хонду Тадакацу, новым даймё Отаки-хана с доходом 100 000 коку. Позднее княжество Отаки было сокращено в размерах, большая часть территории хана перешла непосредственно под контроль сёгуната Токугава или была включена в состав соседних ханов. Замок Итиномия вошел в состав Хацута-хана в провинции Кии, где правил клан Кано.
В 1826 году Кано Хисатомо (1797—1847), 5-й даймё Хацута-хана (1821—1826), переместил свою резиденцию из провинции Кии в замок Итиномия в провинции Кадзуса, где его семья продолжала править до Реставрации Мэйдзи. Ему наследовал его старший сын, Кано Хисаакира (1813—1864), 2-й даймё Итиномия-хана (1842—1864). Его преемником стал его приёмный сын, Кано Хисацунэ (1846—1867), 3-й даймё Итиномия-хана (1864—1867). Ему наследовал его приёмный сын, Кано Хисаёси (1848—1919), последний даймё Итиномия-хана (1867—1871). Последний был активным сторонником рангаку и модернизировал свои вооруженные силы, снабдив их западным оружием. Во время Войны Босин Кано Хисаёси выступил на помощь Союзу Саттё, но был остановлен в Симоде и не успел прибыть к битве при Тоба-Фусими. В 1869 году после отмены титула даймё Кано Хисаёси был назначен императором Мэйдзи губернатором своего княжества.
В июле 1871 года после административно-политической реформы Итиномия-хан был ликвидирован. На территории бывшего княжества первоначально была создана префектура Итиномия, которая в ноябре 1871 года была соединена с префектурой Кисарадзу, которая позднее стала частью префектуры Тиба. Последний даймё Итиномия-хана получил титул виконта (сисяку) в новой японской аристократической системе (кадзоку).
Согласно переписи 1869 года, в Итиномия-хане проживало 14 204 человека в 2 884 домохозяйствах.

## Список даймё
- Род Кано (фудай-даймё) 1826—1871

| # | Имя и годы жизни                          | Правление | Титул                   | Ранг                    | Кокудара    |
| - | ----------------------------------------- | --------- | ----------------------- | ----------------------- | ----------- |
| 1 | Кано Хисатомо (1797-1847) (яп. 加納久儔)  | 1826-1842 | Тотоми-но-ками (遠江守) | Пятый нижний (従五位下) | 10,000 коку |
| 2 | Кано Хисаакира (1813-1864) (яп. 加納久徴) | 1842-1864 | Суруга-но-ками (駿河守) | Пятый нижний (従五位下) | 10,000 коку |
| 3 | Кано Хисацунэ (1846-1867) (яп. 加納久恒)  | 1864-1867 | Ямато-но-ками (大和守)  | Пятый нижний (従五位下) | 10,000 коку |
| 4 | Кано Хисаёси (1848-1919) (яп. 加納久宜)   | 1867-1871 | Тотоми-но-ками (遠江守) | Пятый нижний (従五位下) | 13,000 коку |